# Rudná (Slovensko)
Rudná je obec na Slovensku v okrese Rožňava. Je to první obec směrem z Rožňavy do Revúci za Rudňanským kopcem, ze kterého je nádherný výhled na okolní krajinu v Rožňavské kotlině.

## Historie
Obec byla založena někdy kolem roku 1291, z tohoto období pochází první písemná zmínka o zdejší hornické obci. Po roce 1989 hornický průmysl v obci zanikl a většina obyvatel je zaměstnána v blízké Rožňavě, případně v zemědělství a službách v obci.

## Pamětihodnosti
- Vesnická zvonice, dřevěná lidová stavba na půdorysu čtverce, údajně (podle obecní kroniky) z roku 1800. Zvonice je postavena z trámů obitých prkny, má stanovou střechu.[3]
- Evangelický kostel, jednoduchá jednolodní stavba s pravoúhle ukončeným presbytářem a představenou věží ze začátku 20. století.
- Reformovaný kostel, jednolodní neogotická stavba s pravoúhle ukončeným závěrem a představenou věží z konce 19. století.